# Kurt Hassebrauk
Kurt Hassebrauk (* 17. Dezember 1901 in Braunschweig; † 5. Juli 1983 ebenda) war ein deutscher Phytomediziner.

## Leben
Kurt Hassebrauk studierte an der Technischen Hochschule Braunschweig Pharmazie. Im Wintersemester 1921/1922 wurde er dort Mitglied des Corps Teutonia-Hercynia. 1928 wurde er am Botanischen Institut der TH Braunschweig bei Gustav Gassner (1881–1955) zum Dr. rer. tech. promoviert. Nach der Promotion blieb er noch bis 1930 als Assistent am Botanischen Institut.
1930 wurde Hassebrauk planmäßiger Wissenschaftlicher Mitarbeiter am in Braunschweig neu gegründeten Institut für landwirtschaftliche Botanik, das 1934 in Biologische Reichsanstalt für Land- und Forstwirtschaft und 1950 in Biologische Bundesanstalt für Land- und Forstwirtschaft umbenannt wurde. Unterbrochen durch Kriegsdienst und Gefangenschaft setzte Hassebrauk seine wissenschaftliche Tätigkeit in Braunschweig fort. 1951 habilitierte er sich in Angewandter Botanik. Von 1953 bis 1955 war er mit der Lehrstuhlvertretung von Gustav Gassner beauftragt, nachdem dieser einen Schlaganfall erlitten hatte. 1958 wurde Hassebrauk zum Leiter des neu geschaffenen Instituts für Botanik der Biologischen Bundesanstalt, das durch Zusammenlegung der Institute für Physiologische Botanik und Resistenzprüfung entstanden war, ernannt. Das Institut leitete er bis zu seiner Pensionierung 1966.
In seinen wissenschaftlichen Arbeiten befasste er sich mit den Rostkrankheiten von Getreiden. Insbesondere sind hier seine umfassenden Arbeiten zum Gelbrost zu nennen, die er nach der Gelbrostepidemie in Deutschland im Jahre 1961 durchgeführt hat.

## Schriften
- Über den Einfluß der Blausäure auf die Keimreife von Samen. 1928.
- Die Rostkrankheiten des Getreides. 1935.
- Handbuch der Pflanzenkrankheiten. Band 3 Pilzliche Krankheiten und Unkräuter. - Lieferung 4 Basidiomycetes. Vollständig neu gestaltete Auflage in 6 Lieferungen, 1962.
- Die Gelbrostepidemie 1961 in Deutschland. 1962.
- Nomenklatur, geographische Verbreitung und Wirtsbereich des Gelbrostes, Puccinia striiformis West. 1965 (1. Band).
- Der Gelbrost, Puccinia striiformis West, 2. Befallsbild, Morphologie und Biologie der Sporen, Infektion und weitere Entwicklung, Wirkungen auf die Wirtspflanze. 1970.
- zusammen mit Gerhard Röbbelen: Der Gelbrost, Puccinia striiformis West, 3. Die Spezialisierung. 1974.
- zusammen mit Gerhard Röbbelen: Der Gelbrost, Puccinia striiformis West, 4. Epidemiologie, Bekämpfungsmassnahmen. 1975.